# АКСМ-201
Белкоммунмаш АКСМ 201 — 12-метровий високопідлоговий тролейбус, що випускається серійно з 1996 року на Мінському заводі «Белкомунмаш». Вважається тролейбусом «другого» покоління, на ньому ще присутні деякі елементи давніших випусків тролейбусів, наприклад розділене лобове скло. Також випускається зчленована модель «Белкомунмаш 10100», для якої тягачем послугувала саме ця модель. Наступником даної моделі є зчленований тролейбус «Белкомунмаш 33300» «четвертого» покоління а також його незчленована версія.

## Модифікації
З 1996 року було розроблено 3 модифікації даного тролейбуса:
- Белкоммунмаш 201 — базова модель, у випуску з 1996 року.
- Белкоммунмаш 201.01 — головна модифікація базової моделі, на нього встановлена контакторно-резисторна система керування тяговим електродвигуном.
- Белкоммунмаш 201А07 — модифікація виробляється з 2001 року. Її особливості полягають у повній електроізоляції салону та перенесенні комплекту тягового електроустаткування тролейбуса на дах з підлоги, його повна герметизація та підвищений ступінь захисту. Другою відмінністю стає переробка лобового скла зі звичайного на панорамне та встановлення склоочисників один над одним. Схема розстановки комплекту електроустаткування ідентична до базової моделі «Белкоммунмаш 201».

## Модель

### Модельний опис
Загально тролейбус використовує досить багато деталей, характерних для моделей 1980-х—1990-х років, проте модель оснащена багатьма сучасними розробками. Кузов було спроектовано 1996 року і у всіх моделях включаючи 2009 рік присутня фактично та сама форма кузова (у 1999 році було зроблено модифікацію з іншим плануванням). Ззовні тролейбус у довжину має 12 метрів, у ширину 2,53 метра і у висоту 3,08 метра. Кузов вагонного компонування і майже цілком квадратний з рамною основою та мостами RABA. Обшивка боків та даху з натягнутого сталевого оцинкованого листа товщиною 0.9 міліметра, по боках покрита 1-міліметровим шаром склопластику, хоча може бути не покритим склопластиком залежно від замовлення. Передок покрито склопластиком. Бампер зварний, металічний та покритий залізом. На бампері міститься номер (якщо немає бортового) а також одинарні фари високої потужності, що дуже подібні з фарами ЛАЗів моделей 5252 і Львівського тролейбуса ЛАЗ-52522. Задок зроблено також зі склопластику, на задній панелі розміщується двигун та по 5 задніх фар з кожного боку. Тролейбус, як і усі «Белкоммунмаші» має високий антикорозійний захист та термін служби не менше ніж 16 років. Тролейбус нормальної місткості у 100—109 чоловік, високопідлоговий з 2 сходинками, що ведуть до салону. Сходинки зроблені зі склопластику та забиті резиною або лінолеумом. Сидіння м'які, роздільного типу, зроблені з добре вичищуваного матеріалу і покриті антивандальною тканиною. Усього сидінь 25 штук, вони переважно подвійного типу. Дверей 3, вони двостулчасті, що робить висадку і посадку пасажирів до салону більш швидкою. Двері також мають «повітряний ключ», що блокує хід з відкритими дверима, резинові ширми, електропневмопривод відкриття дверей та пневматично безпечні, для уникнення травматизму у разі прищемлення пасажирів дверима. Поручні зі сталевої труби та тривкі проти сонця (пофарбовані полімерною фарбою), а також тривкі проти фізичної сили. Вертикальні сталеві, горизонтальні розміщені уздовж усього салону за винятком дверних пройомів, вони обладнані шкіряними тримачами. Повністю салон уміщує 109 чоловік. Вентиляція салону здійснюється через кватирки на вікнах або примусовий через 2 люки уздовж салону. Опалення електрокалориферне і живиться від контактної мережі. У салоні розміщується 3 калорифери потужністю по 6 кіловат кожен. Кабіна водія повністю відгороджена від салону, двері до кабіни оснащені кватиркою, щоб продавати квитки, двері ззовні відкриваються автономно. Крісло водія м'яке з підресорами, регулюється у висоту і глибину, відповідає естетичним нормам. Приборна панель зроблена у стилі торпедо з термопластику. Лобове скло вигнуте, безколірне, вентиляція через кватирку, обігрів калорифером у 6 кіловат на 3 режими також усуває можливість запотівання та обмерзання лобового скло. Склоочисники важільні, лобове скло розділено надвоє, хоча неподільне у модифікації «Белкомунмаш 201А07». Рульове керування узято з автобусів «МАЗ», з гідропідсилювачем. Електроустаткування перенесене на дах та майже повністю ізолює салон від удару струмом. Тролейбус має підвищений ступінь безпеки електроізоляції, усе електроустаткування захищене від опадів і герметично закрито від опадів. Тролейбус може мати електронні маршрутовказівники та додаткове обладнання, наприклад механічні штанги та заміну стрілкових приладів на інші або змінити деталі кузова на ті, що потрібні замовнику.

### Переваги моделі

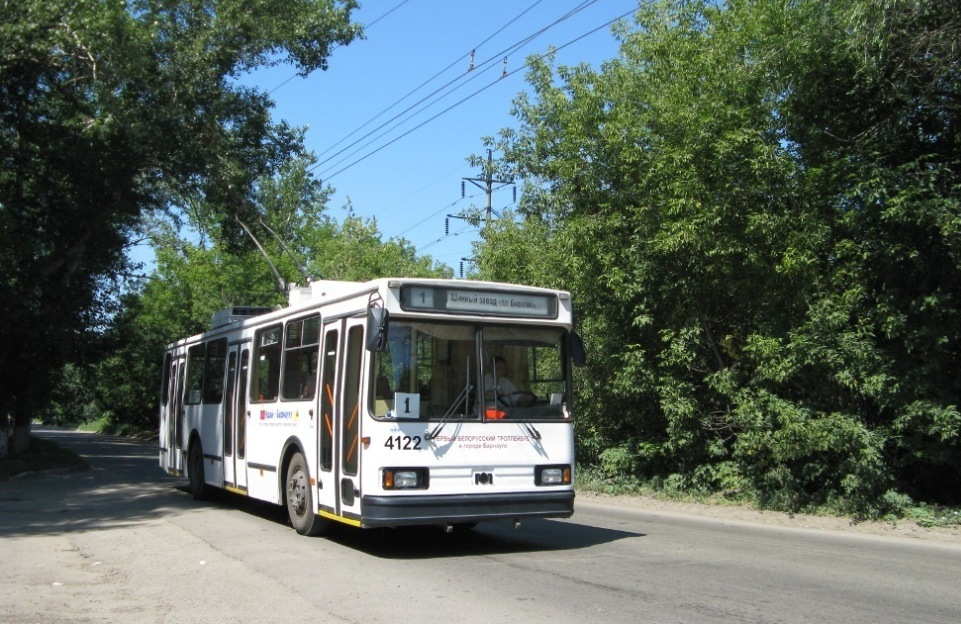
Белкоммунмаш 201.01 у Барнауле

- через тиристо-імпульсну систему керування електрообладнанням споживання тролейбусом електроенергії знижується на 25—30 %.
- завдяки пневморесорній підвісці, хід розгін та гальмування тролейбуса плавні.
- високий комфорт перевезення пасажирів, є системи проти травматизму при закритті дверей.
- підвищений строк гарантії та строк служби електроустаткування, двигуна та ходових частин
- багато додаткових можливостей та нового додаткового обладнання
- підвищений ступінь безпеки, що стосується струму, штанг та електроізоляції салону

## Технічні характеристики

### Загальні дані
| Модель              | Белкоммунмаш 201                         |
| Тип                 | міський тролейбус                        |
| У виробництві, роки | з 1996                                   |
| Екземпляри, штуки   | близько 340 (2009)                       |
| Модифікації         | Белкоммунмаш 201.01; Белкоммунмаш 201А07 |
| Наступник           | Белкоммунмаш 33300                       |
| Подібні             | Белкоммунмаш 321; Белкоммунмаш 4200      |

### Кузов і габарити
| Довжина, мм                           | 12100                                                                                                  |
| Ширина, мм                            | 2510                                                                                                   |
| Висота, мм                            | 3050                                                                                                   |
| Колісна база, мм                      | 6200                                                                                                   |
| Кліренс, мм                           | 350 |
| Обшивка боків і даху тролейбуса       | зі сталевого оцинкованого листа товщиною 0.9 міліметра, може бути зовні покрите склопластиком          |
| Обшивка передка і задка               | первинне покриття оцинкованим сталевим листом, друге щільне покриття склопластиком товщиною 1 міліметр |
| Підвіска                              | залежна пневморесорна                                                                                  |
| Розташування електроустаткування      | винесено на дах                                                                                        |
| Гарантійний строк пробіг, км/роки     | 50000/1 рік                                                                                            |
| Ресурс кузова, роки                   | 10—15                                                                                                  |
| Антикорозійний захист                 | нанесений на увесь кузов та ходові частини. Зроблений емалями фірми R-M (Франція)                      |
| Споряджена маса, кг                   | 10515                                                                                                  |
| Повна маса, кг                        | 18000                                                                                                  |
| Допустима тотальна маса пасажирів, кг | 7485                                                                                                   |

### Салон
| Настил підлоги                      | бакелізована фанера товщиною 1.2 сантиметри (жорсткий) декоративний лінолеум товщиною 2.7 сантиметри |
| Двері                               | двостворчасні поворотного типу, малошумні                                                            |
| Формула дверей                      | 2—2—2 (3 двері)                                                                                      |
| Привод дверей                       | електропневмопривод, безпечний, проти защемлення та травматизму                                      |
| «Повітряний ключ»                   | є, блокує хід тролейбуса з відкритими або наполовину зачиненими дверима                              |
| Аварійне відкриття дверей           | у разі несправності є кнопки для відкриття зсередини і ззовні кожної двері                           |
| Сигналізація (двері), дія і функція | дає сигнал до водія на вимогу пасажирів через кнопку над приводом дверей                             |
| Поручні (загально)                  | зроблені зі сталі, покриті полімерною фарбою, стійкі проти сонця і фізичної сили                     |
| Поручні (вертикальні)               | у діаметр ~4 сантиметри, розставлені біля дверей та у збірних площадках                              |
| Поручні (горизонтальні)             | розміщені уздовж салону крім дверних пройомів                                                        |
| Обладнання поручнів                 | можуть містити шкіряні тримачі з пластиковими ручками                                                |
| Пасажирські сидіння                 | м'які, роздільного типу. Обиті добре очищуваним матеріалом та антивандальним покриттям               |
| Загально сидячих місць, штук        | 25                                                                                                   |
| Розташування збірної площадки       | середні двері                                                                                        |
| Стоячих місць, штук                 | 84                                                                                                   |
| Загальна пасажиромісткість, чол     | 109                                                                                                  |
| Обшивка стелі салону і бортів       | пластик або ДВП                                                                                      |
| Висота салону, см                   | 208                                                                                                  |
| Вентиляція (салон)                  | через рухомі кватирки, примусова через обдувні люки                                                  |
| Опалення (салон)                    | калориферна, 3 калорифери по 6 кіловат кожен                                                         |
| Бокові стекла                       | розділені, безпечні, тоновані                                                                        |
| Товщина скла, мм                    | 5, тонувальна плівка уміщується між блоками вікон                                                    |
| Колір затонування                   | темно/світло коричневий                                                                              |
| Тип вікон                           | розділені на 4 (по довжині) з гумовими профілями                                                     |
| Вогнегасник (салон)                 | 1, ємністю 10 літрів                                                                                 |
| Теплоізоляція салону                | з полістирольних плит                                                                                |

### Місце водія
| Тип кабіни                | повністю відгороджена від салону перегородкою                                                                                         |
| Двері (салон)             | відкриваються з засувкою, двері до кабіни мають кватирку для продажу квитків                                                          |
| Двері (ззовні)            | відкриваються автономно з кабіни і копкою на них ззовні                                                                               |
| Пульт керування           | з термопластику |
| Обладнання                | дзеркало обзору салону, аптечка, вішалка, шторки                                                                                      |
| Лобове скло               | напівпанормне або панорамне (залежно від різновиду), безколірне, часткого тоноване зверху, розділено навпіл (залежно від модифікації) |
| Сидіння водія             | м'яке, комфортабельне, з підресорами, регулюється у висоту та глибину, відповідає ергономічним та загальним сучасним вимогам          |
| Вентилятор (кабіна)       | через кватирку або встановлений двохшвидкісний вентилятор, водій також може принести свій вентилятор.                                 |
| Система опалення (кабіна) | електрокалорифер з 3 режимами обігріву. Він також відповідає за усунення запотівання та обмерзання лобового скла.                     |
| Вогнегасник               | 1, ємністю 2 літри |

### Електродвигун
| Тип двигуна                           | Електромотор перемінного струму                                              |
| Назва двигуна                         | Динамо ДК-213; Динамо ЕК-213 (Москва, Росія)                                 |
| Потужність, кіловат                   | 115                                                                          |
| Максимальна швидкість руху, км/год    | 60—75 (залежно від пристрою обмеження швидкості, що встановили на тролейбус) |
| Розгін 0—50 км/год, не більш ніж, сек | 26 секунд (повний салон); 24 (порожній салон)                                |
| Напруга на токоприймачах, Вольт       | 550—700                                                                      |
| Бортова напруга, Вольт                | 24                                                                           |

### Електробезпека
| Розміщення електрообладнання у тролейбусі                               | у шафі у кабіні водія; на задньому помості (штанги і тримачі штанг) і під підлогою. Основна частина високовольтного обладання винесена на дах. |
| Монтаж низьковольтних проводів                                          | виконаний по двохпровідній схемі (двохступінна ізоляція)                                                                                       |
| Монтаж високовольтних ланцюгів                                          | виконаний у роздільних джгутах |
| Електроізоляція                                                         | двері, частина кузова |
| Тип комплекту тягового електроустаткування                              | тиристо-імпульсна система або реостатно контакторна.                                                                                           |
| Система штанговловлювання                                               | з пневмоприводом, за допомогою якого тролеї опускаються уздовж осі при сходженні з контактних мереж                                            |
| Керування штангами                                                      | механічне (з кабіни водія) або ручне; механічне робиться на замовлення                                                                         |
| Фіксація штанг при сходженні з контактної мережі                        | уздовж осі тролейбуса |
| Ізоляція штанг та дротів штанговловлювання                              | покриття подвійним шаром ізоленти |
| Ізоляція тягового електроустаткування                                   | герметичне закриття на даху і захист від опадів                                                                                                |
| Максимально допустиме і можливе відхилення від контактної мережі, метри | 4.2 |

### Гальмові системи
| Гальмові механізми                                        | барабанного типу                              |
| Кількість гальмових систем                                | 2, також є система «повітряний ключ»          |
| додаткові системи гальмування                             | Антибуксувальна (ABS) і антиблокувальна (ASR) |
| Уповільнення з 50 до 10 км/год при повному салоні за, сек | 12—15 секунд                                  |
| Гальмівний шлях з 65 км/год, метри                        | 33—36                                         |

### Рульове керування
| Тип рульового керування                                                 | механічне з гідропідсилювачем |
| Виробник рульового керування для даного тролейбуса                      | «МАЗ», уніфікація з автобусами даної марки                                                                                         |
| Діаметр рульового колеса, см                                            | 50 |
| Особливості керування                                                   | травмобезпечне, з комбінованим переключателем-мультиджойстиком і блокуванні руху керма при відсутності ключа у системі запалювання |
| Повний виверт керма з нейтрального положення у будь-яку сторону, оберти | 2.6 |

### Шасі і колеса
| Передній керуємий міст | від Белкоммунмаш                                |
| Ведучий міст           | або RABA (Угорщина) або Белкоммунмаш (Білорусь) |
| Колеса                 | бездискові, 8,5×20                              |
| Колісна формула        | 4×2                                             |
| Ведучі колеса          | задні (ведучий — задній міст)                   |
| Шини                   | камерні 12.00 R20                               |
| Швидкісна категорія    | J                                               |

### Додаткові опції і системи
| Маршрутовказівники            | механічні або електронні по замовленню                                             |
| Речовий інформатор            | гучномовець або ТРУ (водій оголошує зупинки)                                       |
| Системи контролю у тролейбусі | система контролю учечки постійний контроль супротиву ізоляції електроустаткування  |
| Зміни у конструкції           | можуть бути зроблені залежно від побажання замовника, змінені під особистий дизайн |